# José Rodrigues Betim
José Rodrigues Betim foi um bandeirante paulista, conhecido por ser o fundador da cidade de Betim.
Era filho de Garcia Rodrigues Velho Filho e de D. Maria Betim, genro de Antônio Pompeu Taques e cunhado de Fernão Dias.
Bandeirante famoso, foi um dos grandes sertanistas. Andou pelo rio Jequitinhonha e em 14 de setembro de 1711, obteve do Conselho Ultramarino da Corte Real Portuguesa a Carta de Sesmaria relativa ao território localizado no Vale do Ribeirão da Cachoeira, hoje Rio Betim, cujas terras pertenciam à imensa Vila Real de Sabará. Pedira três léguas, por ter família em quantidade, mas o governador António de Albuquerque Coelho lhe deu apenas duas. No ano de 1754, o povoado passou a ser conhecido como Arraial da Capela Nova de Betim.
Tendo ouvido sobre Pitangui, genro e sogro foram para lá e nos levantes de 1719 ficou com o sogro, Francisco Bueno de Camargo, do lado do governo, isto é, do lado de D. Pedro de Almeida Portugal, conde de Assumar.